# 19 Samodzielny Oddział Topograficzny
19 Samodzielny Oddział Geograficzny (19 sog) – oddział topograficzny Wojska Polskiego.
Sformowany jako Samodzielny Oddział Topograficzny na podstawie Zarządzeniem Szefa Sztabu Generalnego Wojska Polskiego nr 0310/Org. z 11 września 1953 roku. Zarządzeniem Szefa SG nr 030/Org. z 10 lutego 1954 roku przemianowany na 19 Samodzielny Oddział Topograficzny.
Początkowo oddział aktualizował mapy w skali 1:25 000 i 1:50 000 wybrzeża morskiego od Szczecina do Gdańska. Od 1958 roku jednostka sporządzała mapy topograficzne kraju w skali 1:10 000.
Do 1970 roku oddział stacjonował w Komorowie koło Ostrowi Mazowieckiej, a następnie przedyslokowany został do Leszna.

## Dowódcy oddziału
- 1953–1955: płk Henryk Filipek
- 1956–1966: płk Adolf Oracz
- 1966–1975: płk Stanisław Leśniak
- 1975–1983: płk Beniamin Janicki
- 1983–1986: płk Zenon Fidyk
- 1986–1997: płk dypl. Wojciech Bukwalt
- 1997–2006: płk mgr inż. Roman Mazur
- 2006–2008: płk mgr inż. Andrzej Janewicz
- 2008–2018: płk mgr inż. Zbigniew Nowak
- 2018 - płk mgr inż. Tomasz Czekalski